# Yoo Won-chul
Yoo Won-chul (kor. 유 원철, ur. 20 lipca 1984) – południowokoreański gimnastyk. Srebrny medalista olimpijski z Pekinu.
Zawody w 2008 były jego jedynymi igrzyskami olimpijskimi. Specjalizował się ćwiczeniach na poręczach i w Pekinie zdobył srebrny medal, przegrywając jedynie z Chińczykiem Li Xiaopeng. W konkurencji tej był również wicemistrzem świata w 2006. Był medalistą igrzysk azjatyckich, zdobywając brąz w drużynie w 2006 i 2010.